# 板木利隆
板木 利隆（いたぎ としたか、1929年11月22日-2019年10月2日 ）は、日本の農学者。

## 略歴
島根県出雲市生まれ。1950年千葉農業専門学校（現・千葉大学園芸学部）卒業。千葉大学園芸学部助手、1954年神奈川県農業試験場技師、1965年同園芸試験場場蔬菜課長、1979年同技術研究部長、1983年園芸試験場長、1985年神奈川県農業総合研究所所長、全農営農・技術センター技術主管を経て、板木技術士事務所所長、園芸植物育種研究所理事、農林水産省高度環境制御技術研修検討専門委員、茨城県立農業大学校非常勤講師、NPO植物工場研究会諮問委員、日本野菜育苗協会技術顧問を務める。1976年「施設栽培における暖房方式ならびにキュウリ・トマトの気・地温制御に関する研究」で東京農業大学農学博士。
世界でもっとも普及しているセル成型苗利用の接ぎ木法である「全農式幼苗接ぎ木苗生産システム」を開発したほか、養液栽培、神園式大型ハウス、トマトの「長期多段穫り作型」開発などの研究を行った。

## 著書
- 『野菜づくり こんな時どうしたらよいか』海南書房 1977
- 『野菜づくり 育て方と相談』 (家庭の園芸シリーズ)小学館 1978
- 『図解・やさしい野菜づくり』家の光協会 1979
- 『施設園芸・装置と栽培技術 改善の方向と展開』誠文堂新光社 1983
- 『イラスト・やさしい家庭菜園』家の光協会 1987
- 『野菜づくり百科 こんなときどうする』家の光協会 1998
- 『家庭菜園大百科 カラー版』家の光協会 2001
- 『ぜひ知っておきたい昔の野菜今の野菜』幸書房 2001
- 『はじめての野菜づくり12か月』家の光協会 2006
- 『イラストでわかるやさしい野菜づくり』家の光協会 2010
- 『イラストでよくわかるはじめての野菜づくり12か月 定番・人気の新鮮野菜100種 改訂増補』家の光協会 2018
- 『九十歳　野菜技術士の軌跡と残照』創森社 2019
- 『決定版 野菜づくり大百科』家の光協会 2020

### 共編著・監修
- 『キュウリ』 (蔬菜生産技術) 藤井健雄共著 誠文堂新光社 1961
- 『はじめての野菜づくり』小宮山洋夫共著 家の光協会 1995
- 『校庭の作物』 (野外観察ハンドブック) 川名興,岩瀬徹共著 全国農村教育協会 1995
- 『ベランダ野菜・ハーブ&果物づくり 収穫を楽しむガーデニングをはじめよう。』 (ブティック・ムック) 高橋榮治,岡井路子共監修 ブティック社 1999
- 『親子で楽しむ野菜づくり』監修 家の光協会 1999
- 『JA香川県のうちんくの野菜づくり』香川県農業協同組合編, 監修 家の光協会 2001
- 『野菜ガーデニング 決定版 自分で育てておいしく食べる!ベランダでも楽しめる』木嶋利男, 根本久共監修 学習研究社 2004
- 『からだにおいしい野菜の便利帳』監修 高橋書店 2008
- 『もっとからだにおいしい野菜の便利帳』白鳥早奈英共監修 高橋書店 2009
- 『野菜づくり畑の教科書 意外と知らない基本常識からレベルアップの作業のコツまで』川城英夫共監修 家の光協会 2010
- 『野菜と果物』畑中喜秋,三輪正幸,吹春俊光,横浜康継共監修・執筆 小学館の図鑑NEO , 2013
- 『新・野菜の便利帳 おいしい編』監修 高橋書店 2016

## 論文
- <板木利隆